# Salomão I de Imerícia
Salomão I (em georgiano: სოლომონ I) foi um rei do Reino de Imerícia.